# Побег из Бронкса
«Побег из Бронкса» (англ. Escape From The Bronx) — итальянский фантастический фильм-антиутопия 1983 года на постапокалиптическую тему. Продолжение фильма 1982 года «1990: Воины Бронкса».

## Сюжет
Район Нью-Йорка Бронкс собираются сносить. На улицах грабежи и убийства, а по миру уже прокатилась ядерная война. Но последствия видны только в Бронксе. Жителей собираются переселять в Нью-Мексико, их выманивают из домов обещаниями, а потом сжигают из огнемётов. А полиция отлавливает и отстреливает бронкских бомжей. И вот, парень по имени Трэш начинает мстить за все эти беспорядки, спасает Бронкс, но жить там уже некому.

## В ролях
- Mark Gregory — Trash
- Генри Сильва — Floyd Wangler
- Valerie Dobson — Moon Gray
- Timothy Brent — Strike
- Alessandro Prete — Strike Jr
- Массимо Ванни — Big Little Man
- Romano Puppo — John, Trash's father
- Enio Girolami — President Clark
- Paolo Malco — Vice President
- Moana Pozzi — Birdy
- Antonio Sabato — Dablone
- Carla Brait — Iron Man Leader